# گروه امامی
گروه امامی (انگلیسی: Emami Group) شرکت خوشه‌ای هندی است، که در سال ۱۹۷۴ تأسیس شد.